# 格兰噬菌体科
格兰噬菌体科（学名：Guelinviridae）是有尾噬菌体目下的一个科。

## 下属分类
本科包括以下属：
- Brucesealvirus
- Capvunavirus
- Gregsiragusavirus
- Susfortunavirus